# Lucia Iipumbu

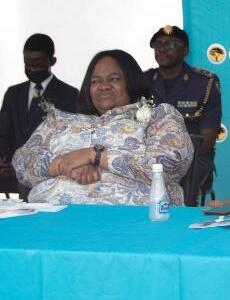
Lucia Iipumbu, 2022

Lucia Magano Iipumbu (* 20. November 1975 in Onamenga, Südwestafrika) ist eine namibische Politikerin der SWAPO. 
Iipumbu ist seit dem 22. März 2025 Ministerin für Inneres, Einwanderung und Sicherheit. Sie war zuvor seit dem 23. März 2020 Ministerin für Handel und Industrialisierung.
Iipumbu hält einen Bachelor und Master in Verwaltungswesen der Universität von Namibia.

## Auszeichnungen
- 2024: Africa Trade and Investment Minister of the Year[1]